# Discografia de N.W.A
Esta é a Discografia do grupo de Gangsta rap estadunidense N.W.A.. A discografia consiste em dois álbuns de estúdio, um extended play, seis coletâneas, oito singles e seis videoclipes.

## Álbuns

### Estúdio
| Título                 | Detalhes do álbum                                                           | Melhor posição nas paradas | Melhor posição nas paradas | Melhor posição nas paradas | Vendas                    | Certificação            |
| Título                 | Detalhes do álbum                                                           | EUA                        | EUA R&B                    | GBR                        | Vendas                    | Certificação            |
| ---------------------- | --------------------------------------------------------------------------- | -------------------------- | -------------------------- | -------------------------- | ------------------------- | ----------------------- |
| Straight Outta Compton | - Lançamento: 8 de agosto de 1988 - Gravadora: Ruthless, Relativity Records | 37                         | 9                          | 35                         | - : 1,500,000 - : 100,000 | - : 2× Platina - : Ouro |
| Niggaz4Life            | - Lançamento: 28 de maio de 1991 - Gravadora: Ruthless, Priority            | 1                          | 2                          | 25                         | - : 2,100,000             | - : 2× Platina          |

### EP
| Título                | Detalhes do álbum                                                  | Melhor posição nas paradas | Melhor posição nas paradas | Vendas        | Certificação |
| Título                | Detalhes do álbum                                                  | EUA                        | EUA R&B                    | Vendas        | Certificação |
| --------------------- | ------------------------------------------------------------------ | -------------------------- | -------------------------- | ------------- | ------------ |
| 100 Miles and Runnin' | - Lançamento: 14 de agosto de 1990 - Gravadora: Ruthless, Priority | 27                         | 10                         | - : 1,000,000 | - : Platina  |

### Coletâneas
| N.W.A. and the Posse                                                           | - Lançamento: 6 de novembro de 1987 - Gravadora: Macola              | —   | 39 | —  | - : 500,000              | - : Ouro              |
| Greatest Hits                                                                  | - Lançamento: 2 de julho de 1996 - Gravadora: Ruthless, Priority     | 48  | 20 | 56 | - : 500,000 - : 100,000  | - : Ouro - : Ouro     |
| The N.W.A Legacy, Vol. 1: 1988–1998                                            | - Lançamento: 23 de março de 1999 - Gravadora: Ruthless, Priority    | 77  | 42 | —  | - : 1,000,000 - : 60,000 | - : Platina - : Prata |
| The N.W.A Legacy, Vol. 2                                                       | - Lançamento: 27 de agosto de 2002 - Gravadora: Ruthless, Priority   | 154 | 38 | —  |                          |                       |
| The Best of N.W.A: The Strength of Street Knowledge                            | - Lançamento: 26 de dezembro de 2006 - Gravadora: Ruthless, Priority | 143 | 47 | —  |                          |                       |
| Family Tree                                                                    | - Lançamento: 30 de setembro de 2008 - Gravadora: Ruthless, Priority | —   | 38 | —  |                          |                       |
| "—" denota coletâneas que não entraram nas paradas ou não foi lançado no país. |                                                                      |     |    |    |                          |                       |

## Singles
| 1987                                                                        | "Panic Zone"                            | —  | —  | —  | —  | —   | N.W.A. and the Posse   |
| 1988                                                                        | "Straight Outta Compton"                | —  | —  | —  | —  | 158 | Straight Outta Compton |
| 1988                                                                        | "Gangsta Gangsta"                       | 91 | 11 | —  | —  | 70  | Straight Outta Compton |
| 1989                                                                        | "Express Yourself"                      | 45 | 2  | —  | —  | 26  | Straight Outta Compton |
| 1990                                                                        | "100 Miles and Runnin'"                 | 51 | 2  | 33 | 32 | 38  | 100 Miles and Runnin'  |
| 1991                                                                        | "Appetite for Destruction"              | 45 | 2  | —  | —  | —   | Niggaz4Life            |
| 1991                                                                        | "Alwayz Into Somethin' (com Admiral D.) | 37 | 1  | —  | —  | 60  | Niggaz4Life            |
| 1999                                                                        | "Chin Check" (com Snoop Dogg)           | 71 | 1  | —  | —  | —   | Next Friday            |
| "—" denota singles que não entraram nas paradas ou não foi lançado no país. |                                         |    |    |    |    |     |                        |

## Videoclipes
- "Straight Outta Compton"
- "Express Yourself"
- "100 Miles and Runnin'"
- "Appetite for Destruction"
- "Alwayz into Somethin'"
- "Approach to Danger"